# Campionati del mondo di ciclismo su pista 2017 - Scratch maschile
La gara di scratch maschile ai Campionati del mondo di ciclismo su pista 2017 si è svolta il 13 aprile 2017.

## Risultati
Hanno preso parte alla competizione 23 ciclisti provenienti da 23 federazioni diverse.
| Posizione | Atleta               | Nazione     | Gap in giri |
| --------- | -------------------- | ----------- | ----------- |
| 1         | Adrian Tekliński     | Polonia     |             |
| 2         | Lucas Liss           | Germania    |             |
| 3         | Christopher Latham   | Regno Unito |             |
| 4         | Wim Stroetinga       | Paesi Bassi |             |
| 5         | Gaël Suter           | Svizzera    |             |
| 6         | Morgan Kneisky       | Francia     |             |
| 7         | Zachary Kovalcik     | Stati Uniti |             |
| 8         | Christos Volikakis   | Grecia      |             |
| 9         | Robbe Ghys           | Belgio      |             |
| 10        | Francesco Castegnaro | Italia      |             |
| 11        | Sebastián Mora       | Spagna      |             |
| 12        | Krisztián Lovassy    | Ungheria    |             |
| 13        | Andreas Müller       | Austria     |             |
| 14        | Jaŭheni Karalëk      | Bielorussia |             |
| 15        | Martin Bláha         | Rep. Ceca   |             |
| 16        | Robert Gaineyev      | Kazakistan  |             |
| 17        | Filip Taragel        | Slovacchia  |             |
| 18        | José Santoyo         | Messico     |             |
| 19        | Felix English        | Irlanda     |             |
| 20        | João Matias          | Portogallo  |             |
| 21        | Leung Chun Wing      | Hong Kong   |             |
| 22        | Taras Shevchuk       | Ucraina     |             |
| 23        | Alexander Porter     | Australia   |             |